# Traian Cihărean
Traian Cihărean, född 13 juli 1969 i Bichigi, är en rumänsk före detta tyngdlyftare.
Cihărean blev olympisk bronsmedaljör i 52-kilosklassen i tyngdlyftning vid sommarspelen 1992 i Barcelona.